# Frank Glaw
Frank Glaw est un herpétologiste allemand, né en 1966. C'est un spécialiste de l'herpétofaune malgache.
Il est responsable de l'herpétologie du Zoologische Staatssammlung à Munich.

## Quelques taxons décrits
- Aglyptodactylus laticeps Glaw, Vences, & Böhme, 1998
- Aglyptodactylus securifer Glaw, Vences, & Böhme, 1998
- Ameerega rubriventris (Lötters, Debold, Henle, Glaw, & Kneller, 1997)
- Anodonthyla emilei Vences, Glaw, Köhler, & Wollenberg, 2010
- Anodonthyla jeanbai Vences, Glaw, Köhler, & Wollenberg, 2010
- Anodonthyla moramora Glaw & Vences, 2005
- Anodonthyla nigrigularis Glaw & Vences, 1992
- Anodonthyla theoi Vences, Glaw, Köhler, & Wollenberg, 2010
- Anodonthyla vallani Vences, Glaw, Köhler, & Wollenberg, 2010
- Blommersia kely (Glaw & Vences, 1994)
- Blommersia sarotra (Glaw & Vences, 2002)
- Boehmantis Glaw & Vences, 2006
- Boophinae Vences & Glaw, 2001
- Boophis albipunctatus Glaw & Thiesmeier, 1993
- Boophis andreonei Glaw & Vences, 1994
- Boophis arcanus Glaw, Köhler, De la Riva, Vieites, & Vences, 2010
- Boophis baetkei Köhler, Glaw, & Vences, 2008
- Boophis blommersae Glaw & Vences, 1994
- Boophis boehmei Glaw & Vences, 1992
- Boophis bottae Vences & Glaw, 2002
- Boophis burgeri Glaw & Vences, 1994
- Boophis calcaratus Vallan, Vences, & Glaw, 2010
- Boophis englaenderi Glaw & Vences, 1994
- Boophis entingae Glaw, Köhler, De la Riva, Vieites, & Vences, 2010
- Boophis feonnyala Glaw, Vences, Andreone, & Vallan, 2001
- Boophis haematopus Glaw, Vences, Andreone, & Vallan, 2001
- Boophis haingana Glaw, Köhler, De la Riva, Vieites, & Vences, 2010
- Boophis jaegeri Glaw & Vences, 1992
- Boophis liami Vallan, Vences, & Glaw, 2003
- Boophis lichenoides Vallan, Glaw, Andreone, & Cadle, 1998
- Boophis lilianae Köhler, Glaw, & Vences, 2008
- Boophis luciae Glaw, Köhler, De la Riva, Vieites, & Vences, 2010
- Boophis marojezensis Glaw & Vences, 1994
- Boophis miadana Glaw, Köhler, De la Riva, Vieites, & Vences, 2010
- Boophis occidentalis Glaw & Vences, 1994
- Boophis picturatus Glaw, Vences, Andreone, & Vallan, 2001
- Boophis piperatus Glaw, Köhler, De la Riva, Vieites, & Vences, 2010
- Boophis praedictus Glaw, Köhler, De la Riva, Vieites, & Vences, 2010
- Boophis pyrrhus Glaw, Vences, Andreone, & Vallan, 2001
- Boophis roseipalmatus Glaw, Köhler, De la Riva, Vieites, & Vences, 2010
- Boophis rufioculis Glaw & Vences, 1997
- Boophis sambirano Vences & Glaw, 2005
- Boophis sandrae Glaw, Köhler, De la Riva, Vieites, & Vences, 2010
- Boophis schuboeae Glaw & Vences, 2002
- Boophis septentrionalis Glaw & Vences, 1994
- Boophis sibilans Glaw & Thiesmeier, 1993
- Boophis solomaso Vallan, Vences, & Glaw, 2003
- Boophis spinophis Glaw, Köhler, De la Riva, Vieites, & Vences, 2010
- Boophis tampoka Köhler, Glaw, & Vences, 2008
- Boophis tasymena Vences & Glaw, 2002
- Boophis ulftunni Wollenberg, Andreone, Glaw, & Vences, 2008
- Boophis vittatus Glaw, Vences, Andreone, & Vallan, 2001
- Boophis xerophilus Glaw & Vences, 1997
- Cophyla berara Vences, Andreone, & Glaw, 2005
- Cophyla occultans (Glaw & Vences, 1992)
- Cyrtodactylus stresemanni Rösler & Glaw, 2008
- Furcifer timoni Glaw, Köhler & Vences, 2009
- Gephyromantis ambohitra (Vences & Glaw, 2001)
- Gephyromantis cornutus (Glaw & Vences, 1992)
- Gephyromantis corvus (Glaw & Vences, 1994)
- Gephyromantis enki (Glaw & Vences, 2002)
- Gephyromantis moseri (Glaw & Vences, 2002)
- Gephyromantis rivicola (Vences, Glaw, & Andreone, 1997)
- Gephyromantis schilfi (Glaw & Vences, 2000)
- Gephyromantis silvanus (Vences, Glaw, & Andreone, 1997)
- Gephyromantis striatus (Vences, Glaw, Andreone, Jesu, & Schimmenti, 2002)
- Gephyromantis tandroka (Glaw & Vences, 2001)
- Gephyromantis thelenae (Glaw & Vences, 1994)
- Gephyromantis tschenki (Glaw & Vences, 2001)
- Gephyromantis zavona (Vences, Andreone, Glaw, & Randrianirina, 2003)
- Guibemantis kathrinae (Glaw, Vences, & Gossmann, 2000)
- Guibemantis timidus (Vences & Glaw, 2005)
- Heterixalus andrakata Glaw & Vences, 1991
- Heterixalus carbonei Vences, Glaw, Jesu, & Schimmenti, 2000
- Heterixalus punctatus Glaw & Vences, 1994
- Heteroliodon fohy Glaw, Vences & Nussbaum, 2005
- Laliostoma Glaw, Vences, & Böhme, 1998
- Laliostominae Vences & Glaw, 2001
- Liophidium maintikibo Franzen, Jones, Raselimanana, Nagy, C’Cruze, Glaw & Vences, 2009
- Liopholidophis dimorphus Glaw, Nagy, Franzen & Vences, 2007
- Lygodactylus roavolana Puente, Glaw, Vieites & Vences, 2009
- Mantella bernhardi Vences, Glaw, Peyrieras, Böhme, & Busse, 1994
- Mantella manery Vences, Glaw, & Böhme, 1999
- Mantidactylus charlotteae Vences & Glaw, 2004
- Mantidactylus zipperi Vences & Glaw, 2004
- Mantidactylus zolitschka Glaw & Vences, 2004
- Paracontias kankana Köhler, Vieites, Glaw, Kaffenberger & Vences, 2009
- Paroedura lohatsara Glaw, Vences & Schmidt, 2001
- Phelsuma borai Glaw, Köhler & Vences, 2009
- Phelsuma kely Schönecker, Bach & Glaw, 2004
- Plethodontohyla fonetana Glaw, Köhler, Bora, & Rabibisoa, 2007
- Plethodontohyla guentheri Glaw & Vences, 2007
- Plethodontohyla mihanika Vences, Raxworthy, Nussbaum, & Glaw, 2003
- Rhombophryne coronata (Vences & Glaw, 2003)
- Scaphiophryne boribory Vences, Raxworthy, Nussbaum, & Glaw, 2003
- Scaphiophryne menabensis Glos, Glaw, & Vences, 2005
- Spinomantis brunae (Andreone, Glaw, Vences, & Vallan, 1998)
- Spinomantis fimbriatus (Glaw & Vences, 1994)
- Spinomantis massi (Glaw & Vences, 1994)
- Spinomantis phantasticus (Glaw & Vences, 1997)
- Stumpffia gimmeli Glaw & Vences, 1992
- Stumpffia pygmaea Vences & Glaw, 1991
- Stumpffia tetradactyla Vences & Glaw, 1991
- Thamnosophis martae Glaw, Franzen & Vences, 2005
- Thamnosophis mavotenda Glaw, Nagy, Köhler, Franzen & Vences, 2009
- Tsingymantis antitra Glaw, Hoegg, & Vences, 2006
- Tsingymantis Glaw, Hoegg, & Vences, 2006
- Typhlops andasibensis Wallach & Glaw, 2009
- Uroplatus giganteus Glaw, Kosuch, Henkel, Sound & Böhme, 2006
- Wakea Glaw & Vences, 2006
- Wakea madinika (Vences, Andreone, Glaw, & Mattioli, 2002)